# Gurgenes da Ibéria (526)
Gurgenes I (em grego: Γουργένης; romaniz.: Gourgénes) foi, segundo Procópio de Cesareia, o último rei da Ibéria, tendo governado na década de 520.

## Nome
Gurgenes (Γουργένης, Gourgénēs) é a forma grega do armênio Gurguém (Գուրգեն, Gurgēn) e Verquém (Վրկեն, Vrkēn), que por sua vez derivou do iraniano antigo Vercaina (*Vr̥kaina-; do hipocorístico para *vr̥ka-, "lobo") através do parta Vurquém (*Wurkēn). Foi registrado em elamita como Marguena, persa novo como Gurguim (Gurgīn).

## Vida

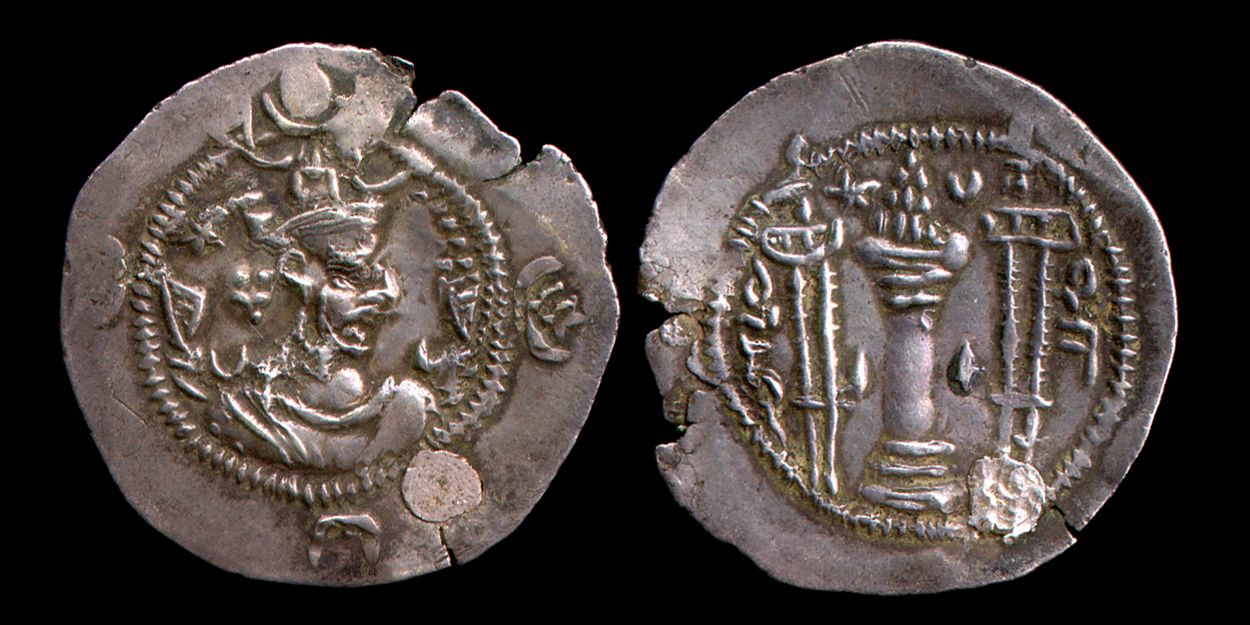
Dracma de (r. 488–496; 499–531)

Por vezes é associado ao rei Vactangue I, enquanto Marie-Félicité Brosset sugeriu que poderia ser um simples governador ou eristavi da Ibéria. Geoffrey Greatrex propôs conexão entre Gurgenes e Mitrídates, filho de Vactangue. Donald Rayfield sugeriu que fosse um governante despossuído, talvez um títere bizantino. Segundo Procópio, era cristão, rebela-se contra o Império Sassânida e procura refúgio no Império Bizantino quando o xá Cavades I tentou impor o zoroastrismo na Ibéria.
Esta rebelião, presumivelmente ocorrida ca. 526, foi auxiliada pelo imperador Justino I (r. 518–527), que enviou o general Pedro para Lázica com reforços. A ajuda, contudo, foi insuficiente e a revolta foi suprimida. Gurgenes precisou fugir para Lázica com sua família, inclusive seu filho mais velho Perânio, e certamente dirigiu-se para Constantinopla.